# 189P/NEAT
189P/NEAT, też NEAT 10 – kometa krótkookresowa, należąca do rodziny Jowisza. Jest to także obiekt typu NEO.

## Odkrycie
Kometa została odkryta 3 sierpnia 2002 roku w ramach programu obserwacyjnego NEAT.

## Orbita komety i właściwości fizyczne
Orbita komety 189P/NEAT ma kształt elipsy o mimośrodzie 0,6. Jej peryhelium znajduje się w odległości 1,18 j.a., aphelium zaś 4,66 j.a. od Słońca. Jej okres obiegu wokół Słońca wynosi 4,99 roku, nachylenie do ekliptyki to wartość 20,38˚.
Jądro tej komety ma rozmiary maks. kilku km.